# Jacques Vanhee
Jacques Vanhee (Elsene, 23 juni 1943) is een Belgische voormalige atleet, bedrijfsleider en bestuurder. Als atleet was hij gespecialiseerd in de sprint. Hij nam eenmaal deel aan de Europese kampioenschappen

## Biografie
Vanhee nam in 1966 deel aan de Europese kampioenschappen. Hij behaalde de halve finale op de 100 m en werd uitgeschakeld in de reeksen van de 200 m.
Vanhee was aangesloten bij Cercle Athlétique Schaarbeek. Tussen 1998 en 2000 was hij voorzitter van de Koninklijke Belgische Atletiekbond.
Vanhee studeerde af als burgerlijk ingenieur en maakte carrière bij informaticabedrijven vooraleer hij in 1992 overstapte naar verzekeringsmaatschappij GAN, waar hij algemeen directeur van de Belgische afdeling werd. In 1995 werd hij bestuursvoorzitter bij GAN, dat in 1996 zijn naam veranderde in Zelia. Vanaf 2000 leidde hij Portima, een bedrijf dat een informaticaplatform voor verzekeringsmakelaars ontwikkelde.

## Persoonlijke records
| Onderdeel | Prestatie | Datum | Plaats |
| --------- | --------- | ----- | ------ |
| 100 m     | 10,5 s    |       |        |
| 200 m     | 21,6 s    |       |        |

## Palmares

### 100 m
- 1966: 6e in ½ fin. EK in Boedapest – 11,0 s

### 200 m
- 1966: 7e in reeks EK in Boedapest – 20,8 s